# هارفي باتلر فيرجاسن
هارفي باتلر فيرجاسن هو محامي وسياسي أمريكي، ولد في 9 سبتمبر 1848 في بيكنسفيل في الولايات المتحدة، وتوفي في 10 يونيو 1915 في ألباكركي في الولايات المتحدة. نشط حزبياً في الحزب الديمقراطي. وقد انتخب عضو مجلس النواب الأمريكي ‏.